# Kleinzell im Mühlkreis
Kleinzell im Mühlkreis ist eine Gemeinde in Oberösterreich im Bezirk Rohrbach im oberen Mühlviertel mit 1721 Einwohnern (Stand 1. Jänner 2024). Die Gemeinde liegt im Gerichtsbezirk Rohrbach.

## Geografie
Kleinzell im Mühlkreis liegt auf 548 m Höhe im Oberen Mühlviertel. Bezogen auf die naturschutzfachliche Raumgliederung gehört der Großteil des Gemeindegebietes zum Zentralmühlviertler Hochland, das südwestliche Randgebiet jedoch zur Raumeinheit Donauschlucht und Nebentäler. Die Ausdehnung beträgt von Nord nach Süd 6,2 km, von West nach Ost 4,2 km. Die Gesamtfläche beträgt 16,2 km². 31 Prozent der Fläche sind bewaldet, 62 Prozent der Fläche sind landwirtschaftlich genutzt, zudem entfallen auf Gewässer 0,9 Prozent und auf Bauland 0,7 Prozent. Nachbargemeinden sind Neufelden im Norden, St. Ulrich im Mühlkreis im Nordosten, Niederwaldkirchen im Osten, St. Martin im Mühlkreis im Südosten, Kirchberg ob der Donau im Südwesten und Altenfelden im Westen.

### Geologie und Böden
Die Landschaft des Gemeindegebietes ist ein Teil der Böhmischen Masse und gehört zum südöstlichen Teil des Granithochlandes. Die Landschaft fällt dabei von Norden nach Süden, vom Böhmerwald bis zur Donau hin ab und ist durch tiefeingeschnittene Bäche geprägt. Die Böhmische Masse geht dabei auf ein sehr altes Gebirge zurück, dass durch die Variszische Gebirgsbildung im
Paläozoikum (Karbon) entstand, wobei es zur Bildung von Graniten und Gneisen kam. Nach der starken Erodierung des ehemaligen Hochgebirges kam es während der Alpidischen Gebirgsbildung im Tertiär zur Aufhebung der Böhmischen Masse um mehrere 100 Meter, wodurch Brüche und Störungen entstanden. In weiterer Folge kam es im Tertiär und Quartär zur Ablagerung von Sedimenten. Vorherrschende Gesteine im Gemeindegebiet sind Migmatitgneis, Perlgneis und Grobkörniger Gneis. Die Landschaft selbst weist flache Mittelgebirgsformen sowie Steilhänge zum Donautal hin auf, als Bodenform herrschen Braunerde-Podsolreihe aus Kristallin vor. In tiefen Lagen wie dem Donautal sowie auf nährstoffreicherem Granit und Gneis besteht Braunerde.

### Landschaften und Naturschutz
Das Gemeindegebiet gliedert sich in drei Landschaftsräume, wobei der Hauptsiedlungsraum mit den Orten „Am Edhügel“ sowie Kleinzell das Zentrum sowie den südöstlichen bzw. östlichen Teil des Gemeindegebietes einnimmt. Der Hauptsiedlungsraum liegt dabei auf einem stark reliefierten, gut strukturierten Hochplateau in dem auch klein- bis großflächige Waldgebiete zu finden sind. Große Waldgebiete beherbergen dabei meist Fichtenforste, kleine Waldflächen Laub- oder Laub-Nadelmischwald. Das Grün- und Ackerland wird in diesem Bereich intensiv genutzt. Der nördliche Teil der Gemeinde mit kleineren Dörfern und Weilern wie Apfelsbach, Edholz, Schörgenhub und Etzleinsberg wird von einem leicht reliefierten, mäßig strukturierten Hochplateau eingenommen, das intensiv für die Landwirtschaft genutzt wird. Großflächige Waldgebiete sind hier kaum vorhanden, bei kleineren Waldflächen herrschen Fichtenforste vor. Als dritter Landschaftsraum bestehen an den nördlichen, westlichen und südlichen Randbereichen das Tal der Großen Mühl sowie deren bewaldete Nebentäler. Hier finden sich großflächige Hangwälder, meist Nadelwälder oder Nadelforste sowie im Süden naturnahe Hangwälder. Im Südwesten des Gemeindegebietes hat Kleinzell auch Anteil am Europaschutzgebiet Oberes Donau- und Aschachtal (FFH-Gebiet), wobei das Schutzgebiet aus dem Vorhandensein von naturnahen Wäldern wie Hainsimsen-Buchenwälder, Labkraut-Eichen-Hainbuchen-Wälder, Schlucht- und Hangmischwälder sowie Silikatfelsen mit Felsspalten- und Pioniervegetation beruht. Da im Oberen Donautal auch Schwarzstorch und der Uhu brüten, ist das Gebiet auch als Vogelschutzgebiet ausgewiesen. Zudem befindet sich der Randbereich des Naturschutzgebietes „Hangwälder im Tal der Großen Mühl“ auf dem Gemeindegebiet, das sich durch ostexponierte Steilhangzonen mit Rotbuchenwälder, Schluchtwälder und unbewaldeten Blockhalden auszeichnet. Im geringen Ausmaß gibt es in der Gemeinde auch extensive Grünlandstandorte mit mesophilen Buntwiesen sowie magere Straßen- bzw. Wegböschungen.

### Gemeindegliederung
| Ortsteil     | 2001 | 2011 |
| ------------ | ---- | ---- |
| Am Edhügel   | 193  | 228  |
| Apfelsbach   | 133  | 133  |
| Edholz       | 102  | 138  |
| Etzleinsberg | 030  | 027  |
| Graben       | 035  | 022  |
| Grünental    | 063  | 056  |
| Kleinzell    | 411  | 407  |
| Partenstein  | 04   | 08   |
| Ramersberg   | 58   | 54   |
| Schörgenhub  | 036  | 027  |
| Steining     | 050  | 062  |
| Weigelsdorf  | 209  | 237  |
| Zaun         | 068  | 068  |

Das Gemeindegebiet von Kleinzell im Mühlkreis ist deckungsgleich mit der Katastralgemeinde Kleinzell, wobei 13 Ortsteile unterschieden werden. Im östlichen Zentrum des Gemeindegebietes liegt mit dem Dorf Kleinzell (548 m ü. A.) der Hauptort bzw. der bevölkerungsreichste Ortsteil der Gemeinde. Östlich schließt sich an Kleinzell der Ortsteil Weigelsdorf mit dem Schloss Gneisenau an, westlich der Ortsteil „Am Edhügel“. Die Rotte Weigelsdorf stellt dabei bezogen auf die Einwohnerzahl den zweitgrößten, die Siedlung „Am Edhügel“ den drittgrößten Ortsteil der Gemeinde dar. Beide Ortsteile sind bereits mit Kleinzell zusammengewachsen. Im Süden bzw. Südosten des Gemeindegebietes liegen lediglich kleinere Ortsteile der Gemeinde. Dies sind das Dorf Ramersberg (460 m ü. A.) südlich von Kleinzell bzw. Weigelsdorf und die noch südlicher gelegene Rotte Partenstein sowie die Rotte Steining, die Streusiedlung Zaun (520 m ü. A.) und die Rotte Grünental südöstlich bzw. östlich der Siedlung „Am Edhügel“. Im Norden des Gemeindegebietes bzw. nördlich der Rohrbacher Straße liegen die Ortsteile Apfelsbach, Graben, Etzleinsberg und Schörgenhub. Größte der vier Siedlungen und viertgrößter Ortsteil von Kleinzell ist die zwischen der Bundesstraße und der Bahnlinie liegende Streusiedlung Apfelsbach (550 m ü. A.), wobei auch der südlich der Rohrbacher Straße liegende Weiler Berg und die Einzelhöfe bzw. Einöden Pisling, Sunzenau und Mödlhof zu Apfelsbach gerechnet werden. Nördlich der Bahnlinie befinden sich zudem die Rotte Graben und die Streusiedlungen Etzleinsberg und Schörgenhub. Der fünftgrößte Ortsteil der Gemeinde, die Rotte Edholz (550 m ü. A.), befindet sich im nördlichen Zentrum des Gemeindegebietes, wobei zu Edholz auch der Einzelhof Seltenhof gezählt wird.
Das Gemeindegebiet umfasst folgende Ortschaften (in Klammern Einwohnerzahl Stand 1. Jänner 2024):
- Am Edhügel (238)
- Apfelsbach (118)
- Edholz (143)
- Edwiese (160)
- Etzleinsberg (35)
- Graben (27)
- Grünental (59)
- Kleinzell im Mühlkreis (476)
- Partenstein (7)
- Ramersberg (52)
- Schörgenhub (38)
- Steining (89)
- Weigelsdorf (215)
- Zaun (64)

## Geschichte

### Ortsgeschichte
Im Jahr 1109 wird Kleinzell als cella ad mouhile, als "Zell an der Mühl", in einer Urkunde des Stiftes St.Florian genannt.
Ursprünglich im Ostteil des Herzogtums Bayern liegend, gehörte der Ort seit dem 12. Jahrhundert zum Herzogtum Österreich. Seit 1490 wird er dem Fürstentum Österreich ob der Enns zugerechnet.
Während der Napoleonischen Kriege war der Ort mehrfach besetzt.
Seit 1918 gehört der Ort zum Bundesland Oberösterreich. Nach dem Anschluss Österreichs an das Deutsche Reich am 13. März 1938 gehörte der Ort zum Gau Oberdonau. Nach 1945 erfolgte die Wiederherstellung Oberösterreichs.
Ursprünglich war die Gemeinde ab 1850 Teil des Gerichtsbezirks Neufelden, nach dessen Auflösung wurde sie jedoch per 1. Jänner 2003 dem Gerichtsbezirk Rohrbach zugeschlagen.

### Bevölkerungsentwicklung
2013 lebten in der Gemeinde Kleinzell 1.472 Menschen, womit Kleinzell im Mittelfeld der 42 Gemeinden des Bezirks lag. Bezogen auf die Bevölkerungsdichte wies Kleinzell hingegen die achthöchste Besiedelungsdichte im Bezirksgebiet auf. Ende 2001 waren 98,3 Prozent der Bevölkerung österreichische Staatsbürger (Oberösterreich 92,8 Prozent, Bezirk Rohrbach 96,9 Prozent), bis zum Jahresbeginn 2013 veränderte sich der Wert mit 98,2 Prozent (Oberösterreich 91,1 Prozent, Bezirk Rohrbach 96,9 Prozent) kaum. Insgesamt wurden 2013 in der Gemeinde nur 26 Ausländer gezählt, die zu 81 Prozent aus Europa stammten. Zur römisch-katholischen Kirche bekannten sich 2001 95,8 Prozent der Einwohner (Oberösterreich: 79,4 Prozent), 2,2 Prozent waren ohne Bekenntnis, 0,9 Prozent islamischen Glaubens und 0,7 Prozent evangelisch.
Der Altersdurchschnitt der Gemeindebevölkerung lag 2001 etwas über dem Landesdurchschnitt. 17,7 Prozent der Einwohner von Kleinzell waren jünger als 15 Jahre (Oberösterreich: 18,8 Prozent), 59,3 Prozent zwischen 15 und 59 Jahre alt (Oberösterreich: 61,6 Prozent). Der Anteil der Einwohner über 59 Jahre lag mit 23,0 Prozent deutlich über dem Landesdurchschnitt von 20,2 Prozent. Der Altersdurchschnitt der Bevölkerung von Kleinzell veränderte sich in der Folge in allen Segment. Der Anteil der unter 15-Jährigen sank per 1. Jänner 2013 auf 16,1 Prozent, während sich der Anteil der Menschen zwischen 15 und 59 Jahren auf 65,8 Prozent deutlich erhöhte. Der Anteil der über 59-Jährigen sank hingegen auf 18,1 Prozent. Nach dem Familienstand waren 2001 47,5 Prozent der Einwohner von Kleinzell ledig, 41,8 Prozent verheiratet, 8,9 Prozent verwitwet und 1,8 Prozent geschieden.
Die Gemeinde Kleinzell verzeichnete zwischen dem späten 19. Jahrhundert und der Mitte des 20. Jahrhunderts eine leicht negative Bevölkerungsentwicklung, wobei die Einwohnerzahl zwischen rund 1.050 und 1.200 Einwohnern schwankte. Die höchste Einwohnerzahl wies die Gemeinde in dieser Periode bei der Volkszählung im Jahr 1900 auf. die niedrigste im Jahr 1951. Die Bevölkerungsentwicklung war dabei mit der Bezirksentwicklung vergleichbar, lag jedoch weit unter dem Landesdurchschnitt von Oberösterreich. Nach 1951 begann die Bevölkerung zu steigen, wobei in den 1950 und 1960er Jahren sowie seit 2001 größere Zuwachsraten verzeichnet werden konnten und dazwischen die Einwohnerzahlen nahezu stagnierten. Die Gemeinde leidet dabei seit Jahrzehnten unter einer stark negativen Geburtenbilanz, die lediglich durch Zuwanderung ausgeglichen werden kann.

## Kultur und Sehenswürdigkeiten

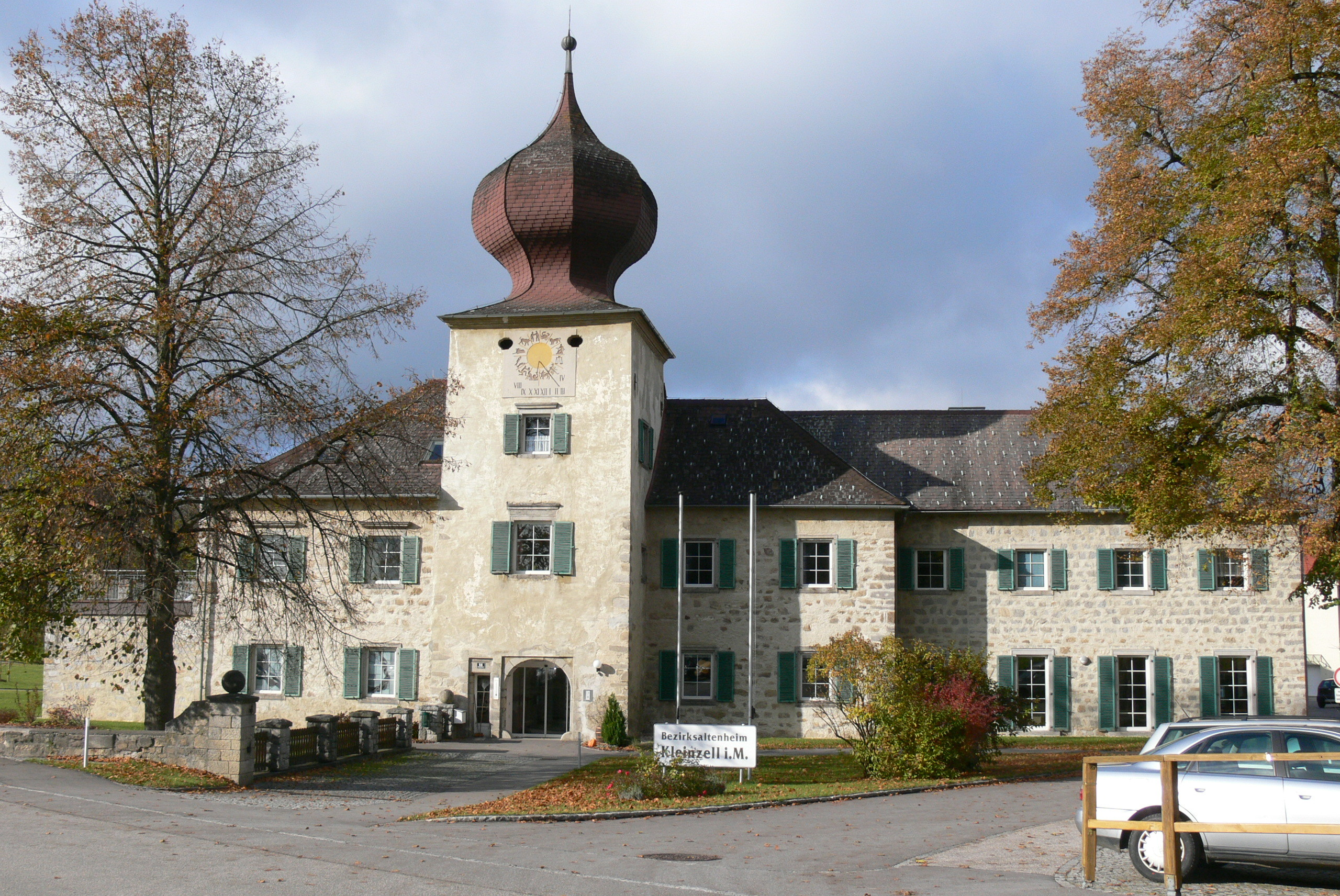
Schloss Gneisenau

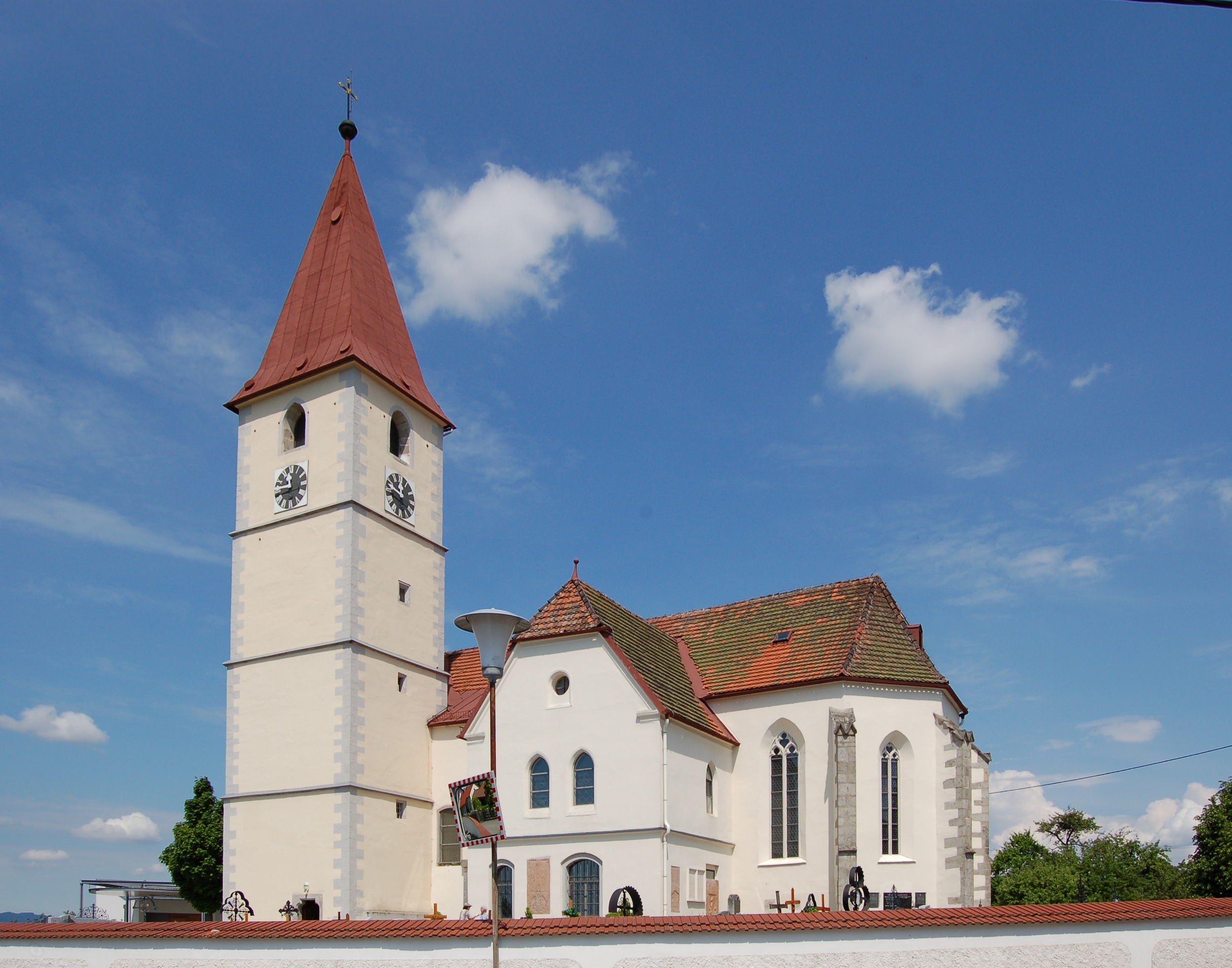
Pfarrkirche Kleinzell im Mühlkreis

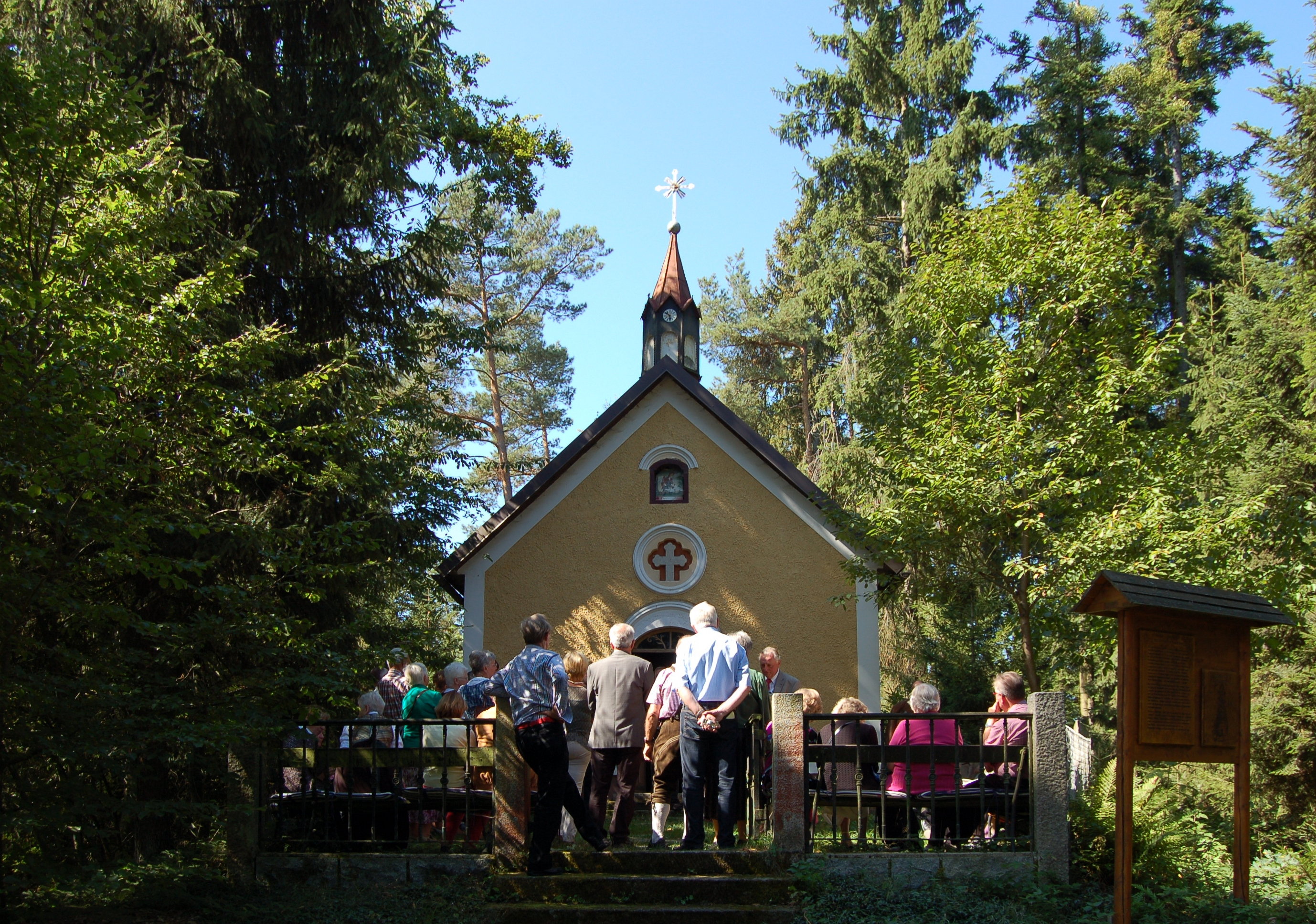
Wallfahrtskapelle Ramersberg

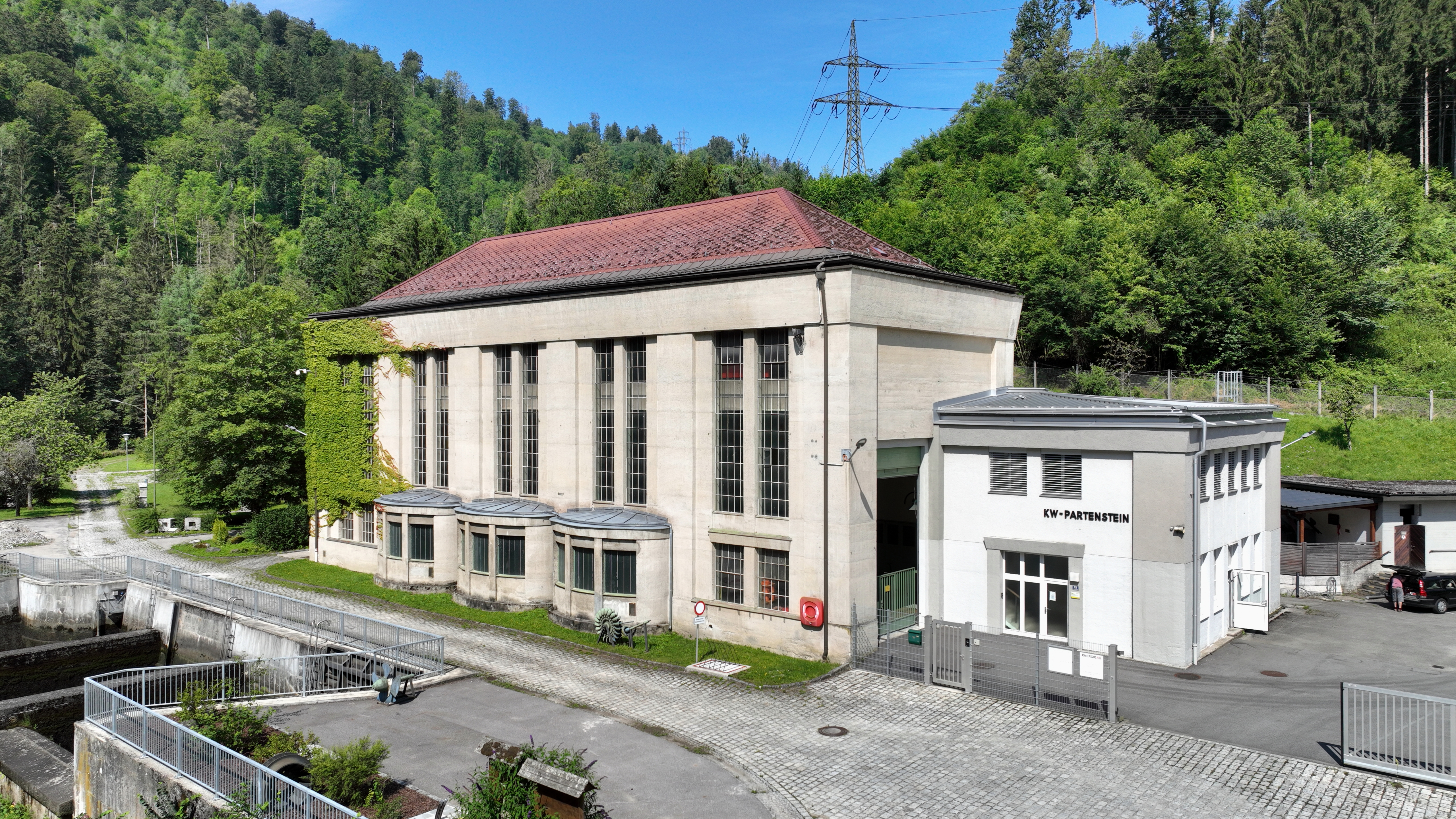
Speicherkraftwerk Partenstein

- Schloss Gneisenau: Das ehemalige Wasserschloss ist das berühmteste Bauwerk von Kleinzell. Es wird heute als Altenheim genützt.
- Katholische Pfarrkirche Kleinzell im Mühlkreis hl. Laurentius
- Wallfahrtskapelle Ramersberg
- Speicherkraftwerk Partenstein: Das Kraftwerk war zur Zeit seiner Errichtung/Fertigstellung (1924) das größte Wasserkraftwerk Europas.
- Dom-Bau-Bruch Kleinzell: Ein Steinbruch in Kleinzell, welcher den größten Teil der Steine für den Bau des Neuen Linzer Domes liefert.

## Wirtschaft und Infrastruktur

### Verkehr
Kleinzell im Mühlkreis ist verkehrstechnisch durch die Rohrbacher Straße (B 127) an das regionale Verkehrsnetz angeschlossen. Die sie verläuft dabei im Norden von Osten nach Westen durch das Gemeindegebiet und bindet Kleinzell damit an die Nachbargemeinden St. Martin im Mühlkreis bzw. Neufelden an. Das Gemeindegebiet selbst wird durch verschiedene Landes- und Gemeindestraßen erschlossen. Im nördlichen Gemeindegebiet ist dies die Neufeldener Landesstraße (L 1518), die bei Heissenedt von der Rohrbacher Straße abzweigt und die Ortsteile Apfelsbach und Graben mit der Gemeinde Neufelden verbindet. Die übrigen Ortsteile sind durch Gemeindestraßen verbunden.
An das öffentliche Verkehrsnetz ist Kleinzell durch die Mühlkreisbahn sowie regionale Buslinien verbunden. Die Strecke der Mühlkreisbahn verläuft im Norden des Gemeindegebietes, wobei in der Gemeinde am Kreuzungspunkt der Rohrbacher Straße mit der Neufeldener Bezirksstraße der Bahnhof Kleinzell in Kombination mit einem Pendlerparkplatz liegt. Der Bahnhof Kleinzell wird auch von der Buslinie 230 eingehalten, die zwischen Linz und Rohrbach verkehrt. Als Anbindung des Ortszentrums an den Bahnhof Kleinzell besteht zudem die Buslinie 217, die zwischen dem Bahnhof, der Siedlung Am Edhügel, dem Ortszentrum und der Ortschaft Edholz verkehrt.

## Politik
Der Gemeinderat als oberstes Gremium der Gemeinde umfasst 19 Sitze. Stärkste Fraktion im Gemeinderat von Kleinzell ist die ÖVP, die zwischen 1973 und 2009 die absolute Mandatsmehrheit und mit einer Ausnahme auch die absolute Stimmenmehrheit erzielen konnte. Die ÖVP erreichte dabei in diesem Zeitraum Wahlergebnisse zwischen 49,8 und 68,7 Prozent. Zweitstärkste Partei war mit einer Ausnahme die SPÖ, die zwischen 22,2 und 40,4 Prozent erreichen konnte. Lediglich 1991 rutschte die SPÖ auf den dritten Rang ab, als einmalig eine Bürgerliste bei der Gemeinderatswahl antrat und 38,0 Prozent auf sich vereinen konnte. Seit 1991 ist auch die Freiheitliche Partei Österreichs (FPÖ) im Gemeinderat vertreten. Sie erreichte zwischen 5,0 und 10,7 Prozent.
Bei der letzten Gemeinderatswahl 2021 erhielt die ÖVP 12, die SPÖ 5, und die FPÖ 2 Mandate.

### Bürgermeister
- bis 2015 Franz Hofer (ÖVP)
- seit 2015 Klaus Falkinger (ÖVP)[8]

Die Vizebürgermeisterin wird ebenfalls von der ÖVP gestellt.

### Wappen
Offizielle Beschreibung des Gemeindewappens: Über einer silbernen, gequaderten Mauer in Grün ein goldener, schreitender Löwe. Der Löwe stammt aus dem Familienwappen der Schallenberger. Die Gemeindefarben sind Grün-Weiß-Grün.

## Persönlichkeiten

### Söhne und Töchter der Gemeinde
- Maximilian Rudolf Luger (* 1958), Architekt, Innenarchitekt, Industriedesigner und Ziviltechniker
- Andrea Höglinger (* 1967), internationale Expertin im Bereich Forschungsfinanzierung